# Can Atilla
Can Atilla (Ankara, 1969) és un violinista, pianista i compositor turc contemporani que es més famós com a compositor de música per les pel·lícules i sèries de televisió. Va treballar com a violinista de l'Orquesta Simfònica Presidencial de Turquia i les seues obres van ser interpretades per la Royal Philharmonic i la Orquestra del Conservatori de Moscou.

## Curiositat
L'any 2008 va dirigir un concert durant la visita d'Estat de la Reina Elisabet II a Turquia el 13 de maig, on va ser presentat a la Reina, quin li va dir que té àlbums de Can. Ell va prometre d'enviar-li un nou i així ho feu, enviant l'àlbum Mevlana'dan Çağrı ("Invitació de Rumi" en turc).